# 小行星11665
小行星11665（11665 Dirichlet）是一颗绕太阳运转的小行星，为主小行星带小行星。该小行星于1997年4月14日发现。

## 轨道参数
小行星11665的轨道半长轴为3.2675526 UA，离心率为0.156。